# Cielądz (gemeente)
De gemeente Cielądz is een landgemeente in het Poolse woiwodschap Łódź, in powiat Rawski.
De zetel van de gemeente is in Cielądz.
Op 30 juni 2004 telde de gemeente 4114 inwoners.

## Oppervlakte gegevens
In 2002 bedroeg de totale oppervlakte van gemeente Cielądz 93,88 km², waarvan:
- agrarisch gebied: 79%
- bossen: 14%

De gemeente beslaat 14,52% van de totale oppervlakte van de powiat.

## Demografie
Stand op 30 juni 2004:
| Omschrijving                   | Totaal | Totaal | Vrouwen | Vrouwen | Mannen | Mannen |
| ------------------------------ | ------ | ------ | ------- | ------- | ------ | ------ |
| eenheid                        | aantal | %      | aantal  | %       | aantal | %      |
| inwoners                       | 4114   | 100    | 2056    | 50      | 2058   | 50     |
| bevolkingsdichtheid (inw./km²) | 43,8   | 43,8   | 21,9    | 21,9    | 21,9   | 21,9   |

In 2002 bedroeg het gemiddelde inkomen per inwoner 1391,61 zł.

## Plaatsen
Brzozówka, Cielądz, Gortatowice, Grabice, Gułki, Komorów, Kuczyzna, Łaszczyn, Mała Wieś, Mroczkowice, Niemgłowy, Ossowice, Parolice, Sanogoszcz, Sierzchowy, Stolniki, Wisówka, Wylezinek, Zuski.

## Aangrenzende gemeenten
Czerniewice, Nowe Miasto nad Pilicą, Rawa Mazowiecka, Regnów, Rzeczyca, Sadkowice